# Mainardo Cavalcanti

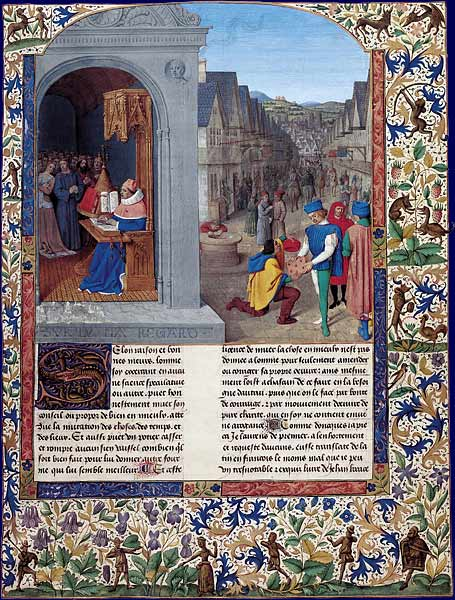
Codice miniato riportante il De Casibus di Boccaccio, dedicato all'amico Mainardo Cavalcanti.

Mainardo Cavalcanti (Firenze, ... – Napoli, 12 febbraio 1379) è stato un politico e militare italiano, gran siniscalco della regina Giovanna I di Napoli e amico e protettore di Giovanni Boccaccio.

## Biografia
Nato nella prima metà del XIV secolo a Firenze da Giachinotto, Mainardo apparteneva ad una delle più nobili famiglie fiorentine, la quale aveva già dato i natali al famoso poeta Guido. Recatosi nel Regno di Napoli al servizio di Giovanna I d'Angiò quale "capitaneus generalis ad guerram". Sposatosi con Andreola di Iacopo Acciaiuoli nel 1372, nel medesimo anno fu nominato marescalco del Regno di Napoli, nel 1378 era a Firenze pronto a partire poi per Roma per rendere omaggio al nuovo papa Urbano VI (1378-1389). Mainardo Cavalcanti fu assassinato da un chierico il 12 febbraio 1379 presumibilmente a Napoli e il 12 marzo il corpo fu solennemente inumato nella Cappella dell'Annunziata della Basilica di Santa Maria Novella a Firenze. 
Mainardo è principalmente ricordato per essere stato amico e protettore di Giovanni Boccaccio il quale, nel 1362, si era recato a Napoli nella speranza di avere un posto alla corte angioina da parte di Niccolò Acciaiuoli, venendo però disilluso da quest'ultimo. Il Cavalcanti sostenne quindi economicamente il Boccaccio ed ebbe con lui un rapporto epistolare in latino, del quale ci rimangono solo due lettere. Boccaccio, come omaggio al Cavalcanti, gli dedicò il De casibus virorum illustrium.